# Batalla del Monte Cadmo
La batalla de Monte Cadmo fue un enfrentamiento que disputaron cerca de Laodicea del Licos el 6 de enero del 1148 el ejército cruzado que mandaba Luis VII de Francia y el selyúcida, que acabó con la derrota de los cristianos y supuso el fin de la segunda cruzada.

## Llegada del ejército cruzado a Asia Menor
El ejército cruzado, muy poco disciplinado, en especial el contingente alemán, había causado malestar a su paso por los Balcanes, de camino a Constantinopla. El emperador bizantino Manuel I Comneno temía que la llegada de los cruzados reforzaría al Principado de Antioquía, que antes había sido parte del imperio y que deseaba recuperar. También le preocupaba que la existencia de este principado debilitase la alianza que había establecido con el monarca alemán contra Roger II de Sicilia. Conrad III de Alemania y Luis VII de Francia se negaron a rendir homenaje al emperador bizantino en el otoño del 1147, por lo que los ejército bizantinos no colaboraron con ellos. Mientras, Roger II aprovechó para apoderarse de las islas bizantinas de Corfú y Cefalonia y luego atacó las ciudades de Corinto y Tebas. 
Los franceses y los alemanes decidieron tomar rutas separadas. Las tropas de Conrado fueron vencidas en la batalla de Dorilea el 25 de octubre. Los que sobrevivieron del ejército de Conrado se unieron al del rey francés. Juntamente siguieron el camino abierto por los participantes en la primera cruzada, que pasaba por Filadelfia. Al llegar a esta, los alemanes desistieron de continuar camino y decidieron regresar Constantinopla. Conrado III, se reconcilió con Manuel, que le proporcionó barcos para ir a conquistar Acre. Mientras tanto, las tropas de Luis VII siguieron por la costa y después prosiguieron hacia el este. Los selyúcidas los esperaban a la orilla del río Meandro, pero los franceses se apresuraron a alcanzar Laodicea antes de que los interceptasen. Llegaron a la ciudad el 6 de enero y seguidamente se encaminaron hacia las montañas que separan Frigia de Pisidia. 

## La batalla
La vanguardia, que mandaba Godofredo de Rancon, estaba demasiado adelantada y alejada del grueso del ejército. En vez de esperar a este en el lugar acordado, continuó la marcha. El rey Luis, que mandaba este, no le dio importancia y también siguió avanzando. Los soldados franceses marchaban con confianza, convencidos de que sus camaradas de la vanguardia ocupaban las alturas hacia las que se dirigían. Los selyúcidas aprovecharon un momento en el que habían roto la formación para abalanzarse contra ellos blandiendo las espadas y empujarlos hacia una estrecha garganta, bordeada por barrancos y precipicios, por los que se despeñaron muchos hombres, monturas y carros. El rey, acorralado contra un árbol, hubo de batirse con varios atacantes. Aprovechó la oscuridad de la noche para reunirse con la vanguardia del ejército, que lo creía muerto. Después de la batalla, el ejército cruzado francés, que había sufrido numerosas bajas y se hallaba muy maltrecho, se dirigió a Atalea, que alcanzó el 20 de enero. Luis hubo de dejar en la ciudad a los que acompañaban al ejército y embarcarse junto a sus caballeros con rumbo a Antioquía. Para entonces las desavenencias entre bizantinos y cruzados había llevado a que estos perdiesen tres cuartas partes de su ejército.